# Dorvillea rubra
Dorvillea rubra är en ringmaskart som först beskrevs av Grube 1856.  Dorvillea rubra ingår i släktet Dorvillea och familjen Dorvilleidae.
Artens utbredningsområde är Mexikanska golfen. Inga underarter finns listade i Catalogue of Life.